# تويتي
تويتي (بالإنجليزية: Tweety) هو شخصية خيالية لطائر كناري أصفر في سلسلة لووني تونز وميري ميلوديز لوارنر براذرز. اسم «تويتي» تلاعب على الأحرف، فبدلا من «سويتي Sweetie» (بمعنى محبوب)جاءت «تويتي Tweety»(بمعنى تغريد) في حين أنه تلاعب معنوي حيث أن هذه الكلمة هي محاكاة صوتية لصوت الطيور. تويتي ظهر في 48 كرتون.
تويتي شخصية مذكرة لطير خلاف الاعتقاد السائد بكونه طيرا مؤنثا، كما ظهر في فيلم باد أوول بوتي تات عندما انجذب لدمية أنثى عصفور. وبالرغم من امتلاكه ريشا، تويتي صغير العمر أضيف الريش إليه بعد ابتكاره لكن بقيت الملامح الطفولية لديه.
شخصية تويتي هي مسالمة بطبيعتها، يقضي حياته داخل القفص أو في العش، لكن عندما يقترب الخطر نحوه من قط أو غيره ينقلب تويتي إلى شخصية خطرة مراوغة، مستعدة لمهاجمة عدوها حال ضعفه. تويتي ارتبط في أغلب العروض مع مالكته غراني.

## ابتكار الشخصية
ابتكر بوب كلامبيت الشخصية الأولية التي عرفت لاحقاً باسم تويتي، وذلك عام 1942 في الفيلم القصير أ تايل أوف تو كيتيز، في دور مع قطين جائعين هما بابيت وكاتستيلو (مبنيين على شخصيتي آبيت وكاستيلو). في ورقة التصميم الأصلية، تويتي سمي باسم أورسن (اسم طائر في كارتون لكلامبيت سابق واكي بلاكآوتس).
في البداية، لم يكن تويتي طائر كناري أليف، بل كان صغير طائر بري يعيش في عش خارجي مجرداً (عاريا) من الريش بلون وردي، ممتلئ الخدين، عنيف وشرس مناقضاً للشخصية المتأخرة والمعروفة حاليا بالكناري المسالم الهادئ (المشاكس أحياناً) ذو الريش الأصفر. في الوثائقي باغز باني: سوبرستار، أوضح الرسام بوب كلامبيت هامسا كلامه للجمهور «بأن تويتي مستوحى من صورة له وهو طفل عار»، كلامبيت استخدم تلك «النسخة العارية» مرتين أخرى ين، في فيلم أ غروسم توسم مع قط شبيه بالممثل جيمي دورانتي، وفي فيلم بيردي آند ذا بيست حيث عرف هناك باسمه الحالي.
تعاني العديد من الشخصيات التي قام ميل بلانك بأداء أصواتها من مشاكل في نطق بعض الأحرف، لعل أشهر ما لدى تويتي تبديل الأحرف S، K، وG إلى T، D، وTH: θ بالترتيب، فمثلا «بوسي كات pussy cat» تأتي «بوتي تات putty tat» التي عدلت لاحقا إلى «بودي تات puddy tat». كما يشترك تويتي مع إلمر فاد في استبدال الحرفين L وR بحرف W. إضافة إلى ذلك يوجد تشابه في الصوت (وقليل في وضعية الوقوف) مع باغز باني عندما ظهر الأخير في فيلم ذي أولد غراي هاير بدور طفل.

## فريلينغ يتولى الأمر
كان كلامبيت قد بدأ في العمل على فيلم قصير يجمع تويتي مع قط ابتكره فريز فريلينغ عام 1945، عندما غادر كلامبيت الاستوديو قبل إتمام الفيلم تولى فريلينغ العمل، فأعاد تصميم تويتي وجعل عينيه كبيرتين زرقاويتين مكسوا جسمه بريش أصفر، علق كلامبيت في الوثائقي باغز باني: سوبرستار بأن ذلك أرضى المعترضين على شكل الطائر العاري، أول عرض ربط بين تويتي وذلك القط والذي سمي لاحقا سيلفستر كان فيلم تويتي باي عام 1947 والذي نال أول جائزة أكاديمية لوانر براذرز على أفضل مادة قصيرة فئة الكارتون.
يعد ارتباط تويتي مع سيلفستر من أبرز الأمور الملاحظة في تاريخ الرسوم المتحركة، معظم عروض تلك الشخصيتين تتبع نسقا معينا:
- سيلفستر القط الجائع يريد أكل تويتي لكن عقبة ما تحول دون حدوث ذلك (مثل غراني أو كلبها هكتور أو كلاب أو قطط أخرى تنافس سيلفستر).
- تويتي يردد عبارته الشهيرة «آي توت آي تو أ بودي تات» وتليها «آي ديد، آي ديد تو أ بوتي تات!».
- يقضي سيلفستر طوال فترة الفيلم مستخدما حيلا وأدوات لإمساك فريسته وكلها تفشل إما بسبب الحيل والأدوات نفسها أو بسبب استعانة تويتي بأعداء سيلفستر.

في 1951، ميل بلانك (مع فرقة أوركسترا بيلي ماي) قدموا أغنية فردية «آي توت آي تو أ بودي تات» بصوت تويتي كما يؤدي سيلفستر جزءا من الأغنية أيضا.

## الظهور في السنوات المتأخرة
تويتي أدى دورا بسيطا في فيلم هو فريمد روجر رابيت، وذلك عندما تمسك بطل الفيلم البشري إيدي فاليانت (بوب هوسكنز) بسارية (عمود) فيأتي تويتي ويقوم بلعبته «ذيس ليتل بيدي» مع أصابع فاليانت فيسقط. هذا المشهد مشابه لمقلب في كارتون أ تايل أوف تو كيتيز عندما لعب تويتي نفس اللعبة مع كاتستيسلو.
في التسعينات، ظهر تويتي كبطل في مسلسل الرسوم المتحركة التلفزيوني ذا سيلفستر آند تويتي ميستريز، عندما تدير غراني مكتب تحقيقات خاصة مع مساعدة تويتي وسيلفستر وهكتور. أدى تويتي دور البطولة في فيلم تويتيز هاي-فلايينغ أدفنشر (2000). ظهرت شخصية طفولية منه في مسلسل بيبي لووني تونز، كما ظهر في إعلانات توعية اجتماعية، وظهر في مسلسل تايني توون أدفنشرز، وعدة أدوار صغيرة في عدة أفلام. ظهر تويتي في فيلم سبيس جام كعضو في الفريق، كما ظهر في الفيلم التالي له لووني تونز: باك إن أكشن. وأصدرت قصص مصورة له مع سيلفستر من قبل ديل كوميكس.

## دبلجة مركز الزهرة لمسلسل ذا سيلفستر آند تويتي ميستريز
قام مركز الزهرة بدبلجة مسلسل ذا سيلفستر آند تويتي ميستريز ليصبح بالعربية مغامرات سلفستر وتويتي، وقاد قام بدبلجة صوت تويتي الممثلة آمنة عمر وقام الممثل أيمن السالك بأداء صوت سلفستر، أما الممثلة أمال سعد الدين قامت بأداء صوت الجدة غراني

## وصلات خارجية
- تويتي على موقع ميوزك برينز (الإنجليزية)
- تويتي على موقع ديسكوغز (الإنجليزية)

- بعض صور تويتي
- خلفيات تويتي
- TweetyFriends.com نسخة محفوظة 18 ديسمبر 2014 على موقع واي باك مشين.
- TweetyTown.com